# Koji Nakajima
Koji Nakajima (Osaka, 20 augustus 1977) is een Japans voetballer.

## Carrière
Koji Nakajima speelde tussen 1996 en 2008 voor Vegalta Sendai en JEF United Ichihara Chiba. Hij tekende in 2009 bij Sanfrecce Hiroshima.